# Direktion für Entwicklung und Zusammenarbeit
Die Direktion für Entwicklung und Zusammenarbeit DEZA (französisch Direction du développement et de la coopération DDC, italienisch Direzione dello sviluppo e della cooperazione DSC, rätoromanisch Direcziun da svilup e da cooperaziun DSC, englisch Swiss Agency for Development and Cooperation SDC) ist zuständig für die Umsetzung der aussenpolitischen Strategie der Schweizerischen Eidgenossenschaft in den Bereichen humanitäre Hilfe, globale und regionale Entwicklungs- und Ostzusammenarbeit. Sie ist eine von sechs Direktionen des Eidgenössischen Departements für auswärtige Angelegenheiten EDA, des schweizerischen Aussenministeriums, und das schweizerische Kompetenzzentrum für Entwicklungszusammenarbeit.

## Aufgaben
Die DEZA unterstützt einige Opfer von Krisen und Konflikten und leistet mit dem Schweizerischen Korps für humanitäre Hilfe SKH Not- und Wiederaufbauhilfe nach Naturkatastrophen und Gewaltkonflikten. In Regionen, die unter grosser Armut oder Konflikten leiden, unterstützt die DEZA die ländliche Entwicklung, Staats- und Verwaltungsreformen oder Programme und Projekte, die den Zugang der Bevölkerung zu Bildung und Gesundheit verbessern oder Beschäftigung und Einkommen erhöhen. In der Ostzusammenarbeit begleitet sie gemäss Mandat von Bundesrat und Parlament politische und wirtschaftliche Reformen. Multilateral engagiert sich die DEZA in internationalen Organisationen und unterstützt im Rahmen der globalen Programme gezielt Innovationen und Projekte in den Bereichen Klimawandel, Wasser, Ernährungssicherheit, Migration und Gesundheit. Seit 2019 gerät die DEZA zunehmend in die Kritik der Öffentlichkeit, da ihre neue Ausrichtung eine vermehrte Zusammenarbeit mit internationalen Multis vorsieht und die Privatisierung von öffentlichen Gütern wie Wasser in Entwicklungsländern anstreben will.

## Geschichte
Die DEZA geht zurück auf den 1960 vom Bundesrat gegründeten «Dienst für technische Hilfe», der 1961 in «Dienst für technische Zusammenarbeit» (DftZ) unter der Leitung des Diplomaten Hans Keller umbenannt wurde. 1976 schloss sich der DftZ mit der «Sektion für Katastrophenhilfe und internationale Hilfswerke» unter dem neuen Namen «Direktion für Entwicklungszusammenarbeit und humanitäre Hilfe» (DEH) zusammen. 1995 wurde das «Büro für die Zusammenarbeit mit Osteuropa» (BZO) des EDA in die DEH integriert und das Amt in «Direktion für Entwicklungszusammenarbeit, humanitäre Hilfe und technische Zusammenarbeit mit Zentral- und Osteuropa» (DEHZO) umbenannt. Im Jahr darauf erfolgte schliesslich die Umbenennung in den heutigen Namen «Direktion für Entwicklung und Zusammenarbeit» (DEZA).
Im Januar 2016 wurde bekannt, dass es im Rahmen eines Hilfsprojekts in Nepal zu Korruption kam. Die Zusammenarbeit mit dem lokalen Partner wurde gekündigt, jedoch noch bis Juli 2016 fortgesetzt. Dies führte zu Kritik an der DEZA, es wurde eine sofortige Beendigung der Zusammenarbeit mit lokalen Mitarbeitern gefordert.
Ende 2023 lief der Mietvertrag für die Büroräumlichkeiten in Ausserholligen (mit einem Quadratmeterpreis von 426 Franken = 9,6 Millionen Franken Miete pro Jahr) aus, das DEZA zog in einen bundeseigenen Neubau in Zollikofen. Nachmieter in Ausserholligen wurde die BLS AG.

## Entwicklungszusammenarbeit
Die Entwicklungszusammenarbeit – in Zusammenarbeit mit dem Staatssekretariat für Wirtschaft SECO – konzentriert sich auf 17 Schwerpunktländer und acht Sonderprogramme in Afrika, Asien und Lateinamerika. Bhutan, Indien, Pakistan, Peru und Nordkorea sind seit 2012 keine Schwerpunktländer bzw. Sonderprogramme mehr. Gegenwärtig sind zirka 750 Projekte in Arbeit.
Bei multilateralen Angelegenheiten arbeitet die DEZA vor allem mit den Vereinten Nationen, der Weltbank und regionalen Entwicklungsbanken zusammen.
Ziel der Entwicklungszusammenarbeit ist das Engagement gegen Armut mittels Hilfe zur Selbsthilfe. So werden wirtschaftliche und staatliche Eigenständigkeit, Verbesserung der Produktionsbedingungen, Bewältigung von Umweltproblemen, besserer Zugang zu Bildung, gesundheitliche Grundversorgung sowie die Kultur gefördert. Diese Kulturförderung umfasste auch Unterstützungen von Schweizer Kulturfestivals, welche ausländische Kulturschaffende einluden. Diese Unterstützung wurde 2025 gekürzt und läuft nach 2028 aus.

## Humanitäre Hilfe
Ziel der humanitären Hilfe ist es, in akuten Situationen, zum Beispiel hervorgerufen durch eine Umweltkatastrophe, Leben zu retten und Not zu lindern. Zu diesem Zweck wird das Schweizerische Korps für humanitäre Hilfe (SKH; vergleichbar mit dem deutschen Technischen Hilfswerk) eingesetzt sowie humanitäre Partnerorganisationen materiell sowie finanziell unterstützt. Die humanitäre Hilfe wird vor allem in den Bereichen Prävention, Not- und Überlebenshilfe, Wiederaufbau sowie Anwaltschaft geleistet. Im Jahre 2005 wurde die humanitäre Hilfe in zehn Regionen, unter anderem in den südostasiatischen Tsunamigebieten sowie in Pakistan nach der Erdbebenkatastrophe, erbracht.

## Zusammenarbeit mit Osteuropa
In der Zusammenarbeit mit Osteuropa und der Gemeinschaft Unabhängiger Staaten (GUS; Ostzusammenarbeit) liegt das Augenmerk besonders auf der Entwicklung einer pluralistischen Demokratie und einer sozialen Marktwirtschaft. Zentrale Punkte sind die nachhaltige Bewirtschaftung natürlicher Ressourcen sowie Reformen im Gesundheits- und Sozialbereich. Die geographischen Schwerpunkte sind Südosteuropa (rund 70 Prozent der Mittel) sowie die GUS (30 Prozent der Mittel). Derzeit sind 200 Projekte in 14 Ländern in Arbeit. Die Projekte werden in enger Zusammenarbeit mit dem Staatssekretariat für Wirtschaft SECO umgesetzt.

## Direktoren der DEZA
- Hans Keller (1961–1962)[13]
- August R. Lindt (1963–1966)
- Sigismond Marcuard (1966–1974)[14]
- Marcel Heimo (1974–1982)[15]
- Fritz Staehelin (1983–1993)
- Walter Fust (1993–2008)[16]
- Martin Dahinden (2008–2014)
- Manuel Sager (2014–2020)
- Patricia Danzi, seit 1. Mai 2020